# ماروتسکوفتی
ماروتسکوفتی (به لاتین: Marutsekovtsi) یک منطقهٔ مسکونی در بلغارستان است که در تریاونا واقع شده‌است.